# Уварова Прасковія Сергіївна
Прасковія Сергіївна Щербатова, у шлюбі Уварова (рос. Прасковья Сергеевна Уварова; 28 березня 1840, Терни, с. Бобрик, Лебединський повіт, Харківська губернія — 30 червня 1924, Добрна, Королівство Югославія) ― українська і російська вчена, історикиня, придворна статс-дама (з 1912). Дружина археолога Олексія Сергійовича Уварова (1825—1884).

## Життєпис
Народилася в родині князя Сергія Олександровича Щербатова (1800—1864) та Прасковії Борисівни (1818—1899), дочки князя Б. А. Святополк-Четвертинського. Внучата племінниця Марії Наришкіної, фаворитки Олександра I і матері його дітей. Сестра князя Миколи Щербатова, директора Історичного музею.
Народилася в садибі батька в Тернах, але оскільки місцева церква перебувала в той період в процесі реконструкції з дерев'яної в кам'яну, хрестили Параску, ймовірно, в церкві святої Марії Магдалини села Бобрик, у зв'язку з чим у метриках і закріпилася назва села Бобрик. Це підтверджує і запис про затвердження у дворянстві всіх членів сім'ї Щербатових указом Департаменту Герольдії від 8 червня 1859 року за № 5549 «крім Параскеви, за неподання метрики про її народження».
Дитинство провела в садибі Тернах у Лебединському повіті Харківської губернії. В сім'ї Щербатових було 9 дітей. В 1852 році, коли прийшов час старшому з братів іти на навчання, родина переїхала до Москви у великий будинок у Мертвому провулку. Прасковія отримала домашню освіту, знала три мови. Серед її вихователів професор Ф. В. Буслаєв, який вивчав з нею російську літературу, Н. Р. Рубінштейн, який давав уроки музики, А. К. Саврасов, приходив займатися малюнком і живописом.
У 1854 році 14-річну Параску взяли до Санкт-Петербург на весілля двоюрідної сестри, де вона була представлена імператриці Олександрі Федорівні.
Пізніше вона часто з'являлася на балах. Не виключено, що Параскою навіяний образ Кіті (Катерини) Щербацької у романі «Анна Кареніна».
14 січня 1858 року, в 18 років, Парасковія Сергіївна стала дружиною російського археолога Олексія Уварова, старшого за неї на 15 років.
«Граф говорив, що він набагато старший за мене, не любить світло, зайнятий наукою і боїться, що його звички і життя можуть здатися складними і нудними молодій дівчині, як я. Я відверто відповіла, що його полюбила за те, що він серйозніший від інших, що я обіцяю бути не тільки гарною дружиною, але, якщо він дозволить, то і помічницею».
За тиждень до Різдва родина поїхала на чотири дні в Троїце-Сергієву лавру. Вінчання відбулося в домашній церкві єдиної родички нареченого, сестри його матері, княгині Варвари Олексіївни Рєпніної-Волконської. Молоді оселилися в будинку княгині Шаховської в Газетному провулку, де провели місяць до від'їзду за кордон. Здійснили півторамісячну весільну подорож Європою, в ході якої в Італії відвідали Геркуланум і розкопки Помпеї, а також провели ряд зустрічей з європейськими дослідниками у Венеції, Генуї, Неаполі, Сорренто та інших містах. На зворотному шляху пара відвідала Париж, де відбулася їхня зустріч з Жаком Жюльєном Марготтеном. У 1861 році селекціонер зареєстрував один із виведених ним сортів троянд Comtesse Ouwaroff — графині Уварової.
У Росії молода графиня активно включилася у дослідні та громадські заняття чоловіка, вела активну земську діяльність в родовому маєтку Уварових в селі Поріччя Звенигородського повіту Московської губернії. З середини 1860-х очолювала шкільну комісію Можайського благодійного товариства, займалася облаштуванням сільських шкіл і притулків, підготовкою вчителів і розробкою навчальних програм.
Після смерті чоловіка (1884) була головою Московського археологічного товариства (з травня 1885), почесним членом Імператорської Академії наук (1895), професором Дерптського (1888), Харківського (1906), Казанського (1910), Московського (1910) університетів, Петербурзького археологічного інституту (1891), Лазаревського інституту східних мов (1902). У 1892 році Товариство антикварів у Франції обрало графиню своїм членом.
Про те як прихильно графиня Уварова ставилася до України, може свдчити такий факт: чотири археологічні з"їзди підряд проведено в Україні:
- 11-й — в Києві в 1899 році.
- 12-й — в Харкові в 1902 році.
- 13-й — в Катеринославі в 1905 році.
- 14-й — в Чернігові в 1908 році.

У похилі роки графиня значну частину часу проводила у своєму маєтку в Карачарово.
У 1917 році після Жовтневого перевороту виїхала в Єсентуки, де працювала над завершенням багаторічної праці «Опис мініатюр грузинських Євангелій XV і XVI століть». У 1918 році оселилася в Майкопі, де проводила археологічне обстеження околиць, заробляючи на життя викладанням іноземних мов.
У лютому 1919 року евакуйована з Новоросійську на кораблі «Св. Микола», емігрував до Королівства Югославії, де і померла 30 червня 1924 року в місті Добрна (нині Словенія).
Похована на Новому кладовищі в Белграді. У 1934 році разом з нею був похований її син Ігор Олексійович Уваров.

## Творчість
Зв'язавши свою долю з А. С. Уваровим, П. С. з повною самовіддачею включилася в роботу Московського археологічного товариства ― організації, створеної її чоловіком для всебічного вивчення, охорони та популяризації вітчизняної старовини. До кінця XIX ст. в Товаристві налічувалося близько 500 осіб. У їх числі такі корифеї вітчизняної науки, як В. О. Ключевський, М. П. Погодін, С. М. Соловйов, В. О. Забєлін, В. А. Городцов, архітектори та історики архітектури К. М. Биковський, Л. В. Даль, Ф. Ф. Горностаїв, художники А. М. Васнецов і В. С. Остроухов та багато інших.
Прасковія Уварова брала участь у проведенні археологічних з'їздів, на підставі найбільшого музею країни ― Історичного музею імені імператора Олександра III. Після смерті чоловіка, в травні 1885 року її обрали головою Московського археологічного товариства. Графинею було підготовлено та проведено 9 з'їздів (з VII по XV). Повністю був підготовлений XVI з'їзд (Псков), який не відбувся через початок Першої світової війни. В уваровському архіві відклалися матеріали, що свідчать про підготовку XVII Археологічного з'їзду, який передбачалось провести в Білорусі. Під її головуванням були засновані ряд комісій, які розширили сферу діяльності Суспільства: Східна (1887), Слов'янська (1892), Археографічна (1896), «Стара Москва» (1909). Сама графиня очолювала Комісію по збереженню стародавніх пам'ятників, якій розглядалися питання збереження сотень пам'яток; археологи, архітектори, мистецтвознавці відправлялися в російську глибинку для натурного обстеження якогось засудженого до зламу храму або фортечної стіни.
Члени Комісії розглядали і більш загальні питання. Так, 2 травня 1906 року під головуванням графині відбулося спеціальне засідання, на якому було висунуто негайно, протягом літа, «скласти повний, по можливості, опис існуючих давніх пам'яток за раніше виробленою і прийнятої суспільством схемою», тобто повний каталог вітчизняних старожитностей. Цей задум довгі роки намагалися здійснити радянські вчені, але каталог досі не завершено.
У 1906 році графиня зі своїх коштів заснувала в пам'ять А. С. Уварова премію за дослідження в області давньоруської архітектури. Через три роки її вручили інженеру М. В. Красовському за фундаментальний «Нарис московської архітектури».
У 1916 році Уварова пише лист міністру внутрішніх справ А. Н. Хвостову, переконуючи видати закон про заборону вивезення старожитностей з Росії.

## Наукові роботи
- Архітектурні пам'ятки Південно-Західного краю (1902)
- Про захист пам'яток живої старовини (1914)
- Обласні музеї (1891)
- Місто Бреславль і його музей (1900)
- Музей в Трієсті (1900)
- Могильники Північного Кавказу (1900)
- Колекція Кавказького музею (1902)
- Каталог виставки зображень Богоматері: давній період (1896)
- Фініфть в Порецком музеї (1909)
- Історична записка про діяльність Імператорського Московського археологічного товариства за перші 25 років існування (1890)
- Огляд діяльності перших 12 з'їздів (1905)
- Кавказ. Подорожні нотатки (1904)

## Родина
- Батько — Сергій Олександрович Щербатов (1804—1872), князь, полковник, кавалер, предводитель дворянства.
- Мати — Параска Борисівна (до шлюбу княжна Святополк-Четвертинська) (1818—1899).
- Чоловік — Олексій Сергійович Уваров (1825—1884), археолог.
  - Син — Олексій Олексійович (1859, Неаполь — 1913), був одружений з Ганною Іванівною Штенберг.
  - Дочка — Парасковія Олексіївна (1860, Париж — 27 вересня 1934, Женева).
  - Син — Сергій Олексійович (1862 — 3 лютого 1888, Санкт-Петербург), закінчив відділення університетського Катковського ліцею, корнет Кавалергардського полку. Похований на Новодівичому монастирі в Москві.
  - Дочка — Катерина Олексіївна (нар. і пом. 1863).
  - Дочка — Катерина Олексіївна Чесніша (7 жовтня 1864, Санкт-Петербург — 1953), працювала викладачкою у Маріїнському Донському інституті. Одружена з Федором Олексійовичем Найчеснішим (сер. 1856, Новгород-Сіверський — ?). Мали семеро дітей: Стефан, Петро, Тетяна (в шлюбі Тислякова), Ганна (одружена з Григорієм Бренз), Йосип і Сергій.
  - Син — Федір Олексійович (1866—1954), голова Можайской земської управи, член Державної ради від земського зібрання Московської губернії, був одружений з графинею Катериною Василівною Гудович (1868—1948), сестрою Олександра Гудовича. Піс (1869—1934), предводитель дворянства Більського повіту, член Державної ради. Був одружений з Єлизаветою Миколаївною Хомяковою (пом. 1959, Буенос-Айрес).

## Пам'ять
1897 році люксембурзькі трояндоводи Супер і Ноттінг (Soupert & Notting) назвали виведений новий сорт троянди. Таким чином графині Уваровій було присвячено дві троянди: одна в 1861 році — Марготтеном (збереглася в рожевому саду Жозефа Божеана в Бельгії), а інша — в 1897 році Супером і Ноттінгом. Остання не збереглася, але відомо, що вона належала до чайної групи, мала дуже крупні і повні квітки (26-40).